# Alexander Steel
Alexander Steel, nacido el 25 de julio de 1886 en Newmilns (Escocia) y fallecido hacia 1954, fue un futbolista escocés de los años 1900 y 1910.

## Biografía
Alexander Steel juega al fútbol en clubes como el Ayr FC, Manchester City, Tottenham Hotspur, Kilmarnock FC, Southend United y Gillingham FC. Con el Manchester City, juega como defensa entre 1906 y 1908. Con el Tottenham Hotspur juega un solo partido en 1910.
Juega con el FC Barcelona entre 1911 y 1913 como delantero. Con el Barça marcó 56 goles en 43 partidos. Gana dos ediciones de la Copa de los Pirineos (1912 y 1913).